# You Treated Me Wrong
You Treated Me Wrong är ett studioalbum från 1980 av det svenska dansbandet Wizex.  Det placerade sig som högst på 27:a plats på den svenska albumlistan.

## Låtlista

### Sida 1
| Nr | Titel                          | Låtskrivare                             | Längd | Sång   |
| -- | ------------------------------ | --------------------------------------- | ----- | ------ |
| 1. | "Är du på väg (Woman in Love)" | Barry Gibb, Robin Gibb, Monica Forsberg | ?     | Kikki  |
| 2. | "You Treated Me Wrong"         | Alice May                               | ?     | Monica |
| 3. | "Take Me to the Promised Land" | Tommy Stjernfeldt                       | ?     | Tommy  |
| 4. | "Forty Days"                   | Chuck Berry                             | ?     | Monica |
| 5. | "Broadway"                     | Lars Hagelin, Tommy Stjernfeldt         | ?     | Tommy  |
| 6. | "Drömmen" ("Dreamin'")         | Leo Sayer, Alan Tarney, Björn Håkanson  | ?     | Kikki  |

### Sida 2
| Nr  | Titel                                                             | Låtskrivare                     | Längd | Sång           |
| --- | ----------------------------------------------------------------- | ------------------------------- | ----- | -------------- |
| 7.  | "Som du vill (Late at Night)"                                     | Alice May, Monica Forsberg      | ?     | Kikki          |
| 8.  | "Vill du dela med dig"                                            | Anders Glenmark                 | ?     | Kikki          |
| 9.  | "När jag behövde dig mest (Just When i Needed You Most)"          | Randy Vanwarmer, Ingela Forsman | ?     | Kikki          |
| 10. | "Får jag bli din kvinna då"                                       | Torgny Söderberg                | ?     | Kikki & Monica |
| 11. | "Sakta lägger båten ut ifrån land (It's All Over Now, Baby Blue)" | Bob Dylan, Mikael Wiehe         | ?     | Tommy          |
| 12. | "Tala om"                                                         | Alice May, Bengt Sundström      | ?     | Monica         |
| 13. | "Sommarnatt"                                                      | Dille Diedricson, Torben Ferm   | ?     | Tommy          |

## Listplaceringar
| Lista (1980-1981) | Topplacering |
| ----------------- | ------------ |
| Sverige           | 27           |

### Fotnoter
1. ↑  ”Discogs”. http://www.discogs.com/Wizex-You-Treated-Me-Wrong/release/1767332. Läst 21 april 2011.
2. ↑  ”Svensk mediedatabas”. http://smdb.kb.se/catalog/id/001887542. Läst 21 april 2011.
3. ↑  ”Listplacering”. http://hitparad.se/showitem.asp?key=41885&cat=a. Läst 21 april 2011.